# Erioptera triangularis
Erioptera triangularis är en tvåvingeart som beskrevs av Alexander 1945. Erioptera triangularis ingår i släktet Erioptera och familjen småharkrankar. Inga underarter finns listade i Catalogue of Life.